# 타지 모리
타지 데이턴 모리(영어: Tahj Dayton Mowry, 1986년 5월 17일 ~ )는 미국의 배우, 성우, 가수이다. 호놀룰루 출신으로 아버지는 잉글랜드 혈통, 어머니는 바하마 혈통이다. 90년대에 아역으로 시트콤 《스마트 가이》의 주인공으로 출연하였다. TV 애니메이션 《킴 파서블》에서 웨이드 역 성우를 담당했다.

## 출연작 목록

### 텔레비전 드라마
| 연도    | 제목          | 원제                 | 배역         | 비고                                     |
| ------- | ------------- | -------------------- | ------------ | ---------------------------------------- |
| 1994    | 바람돌이 소닉 | Sonic the Hedgehog   | 어린 소닉    |                                          |
| 1994-95 | 알라딘        | Aladdin              | 마무드 왕    | 3회분 출연                               |
| 1997-99 | 스마트 가이   | Smart Guy            | T. J. 헨더슨 | 주인공                                   |
| 2002-07 | 킴 파서블     | Kim Possible         | 웨이드 로드  | 주역                                     |
| 2007    | 위기의 주부들 | Desperate Housewives | 맷           | "Smiles of a Summer Night" 에피소드 출연 |
| 2012-17 | 베이비 대디   | Baby Daddy           | 터커 홉스    | 주역                                     |